# This Boy
〈This Boy〉는 영국의 록 밴드 비틀즈의 곡으로, 존 레논이 작사했다(레논-매카트니로 표기). 1963년 11월, 팔로폰에서 싱글 B면으로 〈I Want to Hold Your Hand〉와 함께 발매되었다. 또한 1965년 미국 음반 《Meet the Beatles!》에 세번째 트랙으로 수록되었다. 비틀즈는 1964년 2월 16일 《에드 설리번 쇼》에서 라이브로 공연했다.
〈This Boy〉는 컴팩트 디스크로 리마스터되어 1988년 《Past Masters, Volume One》에 수록되어 발매했다. 2009년 9월 9일, 비틀즈 노래 리마스터링의 일환으로 재발매된 《Past Masters》에 담겨 발매했고, 《The Beatles Stereo Box Set》와 《The Beatles in Mono》 박스에도 담겼다.

## 작곡
레논의 주도로 쓰인 이 곡은 모타운의 스타 스모키 로빈슨의 스타일을 따라한 것이다. 특히 그의 곡 〈I've Been Good To You〉에서 나타나는 반복되는 두왑 코드 변경과 멜로디, 편곡에 영향을 받았다. 선율과 편곡은 또한 바비 프리먼의 싱글 B면에 있는 〈You Don't Understand Me〉을 차용했다. 폴 매카트니는 더 테디 베어스의 1958년 히트곡 〈To Know Him Is To Love Him〉 또한 영향을 주었다고 밝혔다. 레논, 매카트니, 조지 해리슨이 절과 후렴에 있는 세 파트로 구성된 복잡한 밀집 화성에 참여했다 (원래 미들 에이트에서 기타 솔로가 나타날 예정이었으나 녹음 진행 중 취소되었다). 그리고 이들은 〈Yes It Is〉나 〈Because〉 등의 후기 비틀즈 노래에서 쓰인 작곡 기법과 비슷하다. D 메이저가 바탕이 된 이 곡은 1950년대 스타일의 12분의 8박자 두왑 시퀸스를 거친 뒤 복잡한 화음 미들 에이트 (G-F#7-Bm-D7-G-E7-A-A7)로 이동한다. 마지막 절에서 되풀이 이후 페이드 아웃된다. 윌리엄 맨은 이 곡을 "화성적으로, 팬다이어토틱 클러스터와 더불어 그들의 가장 흥미로운 곡 중 하나다."라고 표현했다.
기악곡 버전의 〈This Boy〉는 조지 마틴에 의해 오케스트라 편곡되어 영화 《하드 데이즈 나이트》에서 링고가 운하를 거니는 장면에 삽입되었다. 이 곡은 〈Ringo's Theme (This Boy)〉라고 이름 붙여져 싱글로 발표되었지만 영국에서 B면에 〈And I Love Her〉를 싣고 1964년 8월 7일 출시된 것은 차트에서 실패했다. 이듬해 미국 탑 100에서는 53위까지 오른다. 1965년 2월 19일 출시된 조지 마틴의 음반인 《Off the Beatle Track》과 EP 《Music From A Hard Day’s Night》에도 기악곡 버전이 실려 나온다. 미국 《A Hard Day's Night》 사운드트랙에도 실린다.

## 녹음
비틀즈는 〈This Boy〉를 1963년 10월 17일에 녹음했으며 같은 날 〈I Want To Hold Your Hand〉와 비틀즈의 팬클럽에 보내질 크리스마스 싱글을 위해 〈You Really Got A Hold On Me〉를 녹음했다. 15테이크를 녹음한 〈This Boy〉는 두 번의 오버더빙이 진행되었다. 페이드 아웃은 10월 21일 믹싱 세션에서 했다. 두 테이크가 합쳐져 최종 마스터링이 완성되었고, 미들 에이트와 마지막 절 (1:28) 사이에서 편집되었다.
《투 오브 어 카인드》의 1963년 라이브 음원이 《Anthology 1》에 실렸으며 두 개의 미완성 테이크가 싱글 〈Free as a Bird〉에 담겨 출시되었다.

## 참여 인원
- 존 레논 – 더블 트래킹 보컬, 통기타
- 폴 매카트니 – 더블 트래킹 하모니 보컬, 베이스 기타
- 조지 해리슨 – 더블 트래킹 하모니 보컬, 리드 기타
- 링고 스타 – 드럼

## 참고 문헌
- Harry, Bill (1992). 《The Ultimate Beatles Encyclopedia》. London: Virgin Books. ISBN 0-86369-681-3.
- Lewisohn, Mark (1988). 《The Complete Beatles Recording Sessions》. London: Hamlyn. ISBN 0-600-55798-7.
- MacDonald, Ian (1998). 《Revolution in the Head》. London: Pimlico. ISBN 0-7126-6697-4.
- Sheff, David (2000). 《All We Are Saying》. New York: St. Martin's Griffin. ISBN 0-312-25464-4.
- “This Boy”. 《The Beatles Bible》. 2008. 2008년 11월 9일에 확인함.
- “The Beatles U.K. Singles/Parlophone original#2”. 《The Beatles Record Collection》. 2011. 2016년 3월 4일에 원본 문서에서 보존된 문서. 2012년 1월 8일에 확인함.